# 乌尔比斯河畔法尔格
乌尔比斯河畔法尔格（法語：Fargues-sur-Ourbise，法語發音：[faʁɡ syʁ uʁbiz]）是法国洛特-加龙省的一个市镇，属于内拉克区。

## 地理
乌尔比斯河畔法尔格（44°14'23"N, 0°9'18"E）面积44.16 平方千米，位于法国新阿基坦大区洛特-加龍省，该省份为法国西南部内陆省份，北起多爾多涅省，西接吉倫特省和朗德省，南至热尔省，东临塔恩-加龙省和洛特省。
与乌尔比斯河畔法尔格接壤的市镇（或旧市镇、城区）包括：昂布吕、昂泽、布塞斯、科贝尔、迪朗斯、韦耶斯、蓬皮耶、蓬波涅、拉雷于尼翁。

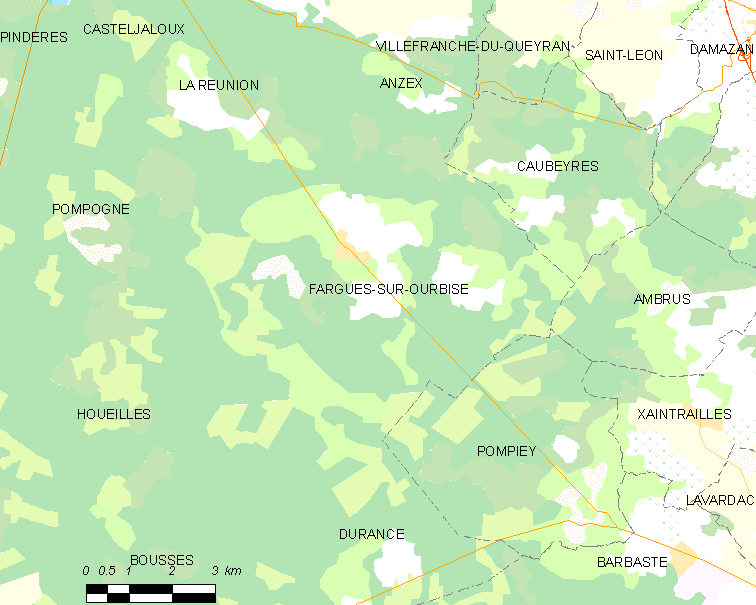
乌尔比斯河畔法尔格的OSM定位图

乌尔比斯河畔法尔格的时区为UTC+01:00、UTC+02:00（夏令时）。

## 行政
乌尔比斯河畔法尔格的邮政编码为47700，INSEE市镇编码为47093。

## 政治
乌尔比斯河畔法尔格所属的省级选区为加斯科涅森林县。

## 人口

1962-2008年间乌尔比斯河畔法尔格人口变化图示

乌尔比斯河畔法尔格于2022年1月1日时的人口数量为341人。